# Oporówko
Oporówko – wieś w Polsce położona w województwie wielkopolskim, w powiecie leszczyńskim, w gminie Krzemieniewo.
Wieś szlachecka Oporowko położona była w 1580 roku w powiecie kościańskim województwa poznańskiego. W latach 1975−1998 miejscowość administracyjnie należała do województwa leszczyńskiego.